# Sokayasa
Sokayasa est un village indonésien du kecamatan (canton) de Banjarnegara, kabupaten (département) de Banjarnegara, province de Java central.